# Arrabia
Arrabiâ (la quarta), (in arabo: الرابعة), (in berbero: Tiskkuzt) è il quarto canale televisivo pubblico marocchino dedicato alla cultura e all'educazione per i giovani.

## Direttori
- Mohamed Ayad: direttore generale
- Faisal Laraichi: direttore dell'informazione

## Programmi
I programmi del canale sono dedicati interamente ai documentari e programmi educativi per i giovani.

### Alcuni programmi importanti
- Almadina alfadila
- Assrar al moutawalyat aljinia
- Forsa linajah
- Sawaâid
- Tarik achabab
- Zola fi alfadae
- Maestro
- Hawla manzilikoum
- Art Mania
- Almokadima
- Almouftariss alkabir
- Yaoumiate moudarrissa